# Non Stop Ecstatic Dancing
| Оценки критиков | Оценки критиков |
| Источник        | Оценка          |
| --------------- | --------------- |
| Smash Hits      | [ 1 ]           |
| Allmusic        | [ 2 ]           |

Non Stop Ecstatic Dancing — мини-альбом английского синти-поп дуэта Soft Cell, выпущенный в Великобритании в июне 1982 года на лейбле Some Bizzare Records. Помимо ремиксов на уже известный материал группы, он также включал в себя новую композицию, кавер на песню «What?» соул-певицы Джуди Стрит.
Как следует из названия, Non Stop Ecstatic Dancing был задуман группой, по собственному признанию, под воздействием МДМА (более известного как «экстази»). Вокалист Марк Алмонд позже сказал в интервью журналисту Саймону Теббету, что на звучание альбома, а также на звучание группы в целом, повлияла недолгая работа в The Warehouse, популярном ночном клубе в Лидсе. Альбом получился более танцевально-ориентированным, чем Non-Stop Erotic Cabaret.
После выхода альбома, группа объявила перерыв: Дэвиду Боллу нужно было время, чтобы помириться с своей девушкой, а Марк Алмонд начал выступать с Marc and the Mambas. Это подпитывало слухи о распаде группы, однако впоследствии дуэт выпустил ещё два альбома: The Art of Falling Apart в 1983 году и This Last Night in Sodom в 1984.

## Список композиций
Авторами текста и музыки всех композиций являются Марк Алмонд и Дэвид Болл, кроме указанных.
| №  | Название                 | Автор(ы)                                      | Длительность |
| -- | ------------------------ | --------------------------------------------- | ------------ |
| 1. | «Memorabilia»            |                                               | 5:22         |
| 2. | «Where Did Our Love Go?» | Брайан Холланд, Лэмонт Дозьер, Эдвард Холланд | 4:12         |
| 3. | «What?»                  | Х. Б. Барнум                                  | 4:33         |
| 4. | «A Man Could Get Lost»   |                                               | 4:05         |
| 5. | «Chips on My Shoulder»   |                                               | 4:26         |
| 6. | «Sex Dwarf»              |                                               | 5:15         |

| №   | Название                                         | Автор(ы)                          | Длительность |
| --- | ------------------------------------------------ | --------------------------------- | ------------ |
| 7.  | «Tainted Love/Where Did Our Love Go?» (Extended) | Эд Кобб, Холланд, Дозьер, Холланд | 8:57         |
| 8.  | «Memorabilia» (Extended)                         |                                   | 7:45         |
| 9.  | «What?» (Extended)                               | Барнум                            | 6:11         |
| 10. | «...So» (Extended)                               | Болл                              | 8:50         |
| 11. | «Torch» (Extended)                               |                                   | 8:30         |
| 12. | «Insecure Me» (Extended)                         |                                   | 8:15         |

| №  | Название                 | Автор(ы)                 | Длительность |
| -- | ------------------------ | ------------------------ | ------------ |
| 1. | «Memorabilia»            |                          | 5:22         |
| 2. | «Where Did Our Love Go?» | Холланд, Дозьер, Холланд | 4:24         |
| 3. | «What?»                  | Барнум                   | 4:33         |
| 4. | «A Man Could Get Lost»   |                          | 3:58         |
| 5. | «Insecure Me»            |                          | 7:30         |
| 6. | «Sex Dwarf»              |                          | 5:15         |

## Участники
| - Марк Алмонд — вокал; - Дэвид Болл — бэк-вокал, синтезаторы; - Питер Эшворт — обложка; - Синди Экстази — рэп; - Хью Физер — дизайн; - Джон Гэтчелл — труба, флюгельгорн; - Харви Голдберг — сведение; | - Джош — обложка; - Никки Кэллионгис — ассистент звукорежиссёра; - М. Т. 9 — обложка; - Джек Скиннер — звукорежиссёр; - Майк Торн — продюсер; - Дэвид Тофани — тенор-саксофон; - Дон Вершба — звукорежиссёр; |

## Чарты

### Еженедельные чарты
| Чарт (1982)        | Место |
| ------------------ | ----- |
| Dutch Albums Chart | 42    |
| UK Albums Chart    | 6     |
| US Top LPs         | 57    |

## Сертификация
| Ассоциация           | Сертификация | Дата           |
| -------------------- | ------------ | -------------- |
| BPI — Великобритания | Золото       | 15 ноября 1982 |